# Doraemon 2: SOS! Otogi no kuni
Doraemon 2: SOS! Otogi no kuni (ドラえもん2：SOS！おとぎの国?) è un videogioco d'azione pubblicato esclusivamente in Giappone dalla Epoch per PlayStation nel 1997. È ispirato al celebre manga Doraemon di Fujiko F. Fujio.

## Accoglienza
Doraemon 2: SOS! Otogi no kuni ha ottenuto un punteggio di 22/40 dalla rivista Famitsū, basato sulla somma dei punteggi (da 0 a 10) dati al gioco da quattro recensori della rivista.